# チェコスロバキア航空540便墜落事故
チェコスロバキア航空540便墜落事故（チェコスロバキアこうくう540びんついらくじこ）は、1975年8月20日に発生した航空事故である。ルズィニエ国際空港（現ヴァーツラフ・ハヴェル・プラハ国際空港）からダマスカス国際空港へ向かっていたチェコスロバキア航空540便（イリューシンIl-62）がダマスカス国際空港へのアプローチ中に墜落し、乗員乗客128人中126人が死亡した。この事故はシリアで発生した事故としては最悪で、かつチェコスロバキア航空にとっても最悪の航空事故であった。

## 事故機
事故機のイリューシンIl-62（OK-DBF）は製造番号31502として製造され、1973年に初飛行した機体で、総飛行時間は4,000時間であった。

## 事故の経緯
540便はルズィニエ国際空港からダマスカス国際空港を経由してメヘラーバード国際空港へ向かう便であった。ダマスカス国際空港へのアプローチ中、540便は最低安全高度を下回って同空港の北東17km地点に墜落し、乗員乗客128人中126人が死亡した。